# Avière
Die Avière ist ein Fluss in Frankreich, der im Département Vosges in der Region Grand Est verläuft.

## Geographie

### Verlauf
Die Avière entspringt im Forêt d’Avière, im Gemeindegebiet von Renauvoid und entwässert generell in nördlicher Richtung. Die Avière wird im Réservoir de Bouzey aufgestaut und zur Wasserversorgung des Schifffahrtskanals Canal des Vosges herangezogen. Sie unterquert den Kanal in der Nähe von Sanchey, sowie ein zweites Mal, knapp vor ihrer Mündung als linker Nebenfluss in die Mosel, die sie nach rund 28 Kilometern im Gemeindegebiet von Châtel-sur-Moselle erreicht.
Für die Erhaltung und die ökologische Sanierung der Avière und ihrer Nebenflüsse ist das Syndicat Mixte pour l’Aménagement du Bassin de l’Avière (SMABA) verantwortlich.

### Einzugsgebiet
Das Einzugsgebiet der Avière ist 108,2 km² groß und besteht zu 52,17 % aus landwirtschaftliches Gebiet, zu 39,35 % aus Waldflächen, zu 1,15 % aus Gewässeroberflächen und zu 7,57 % aus bebauten Flächen.
Flächenverteilung

### Zuflüsse
(Von der Quelle zur Mündung)
- Ruisseau de l'Etang Coster (links), 1,9 km[5]
- Ruisseau de l'Etang du Houe (links), 0,7 km[5]
- Ruisseau de l'Etang de la Comtesse (rechts), 1,2 km[5]
- Rigole d'alimentation du Reservoir de Bouzey (rechts), 41,5 km
- Canal de l'Est (Branche Sud)
- Ruisseau du Breuil (links), 3,8 km
- Ruisseau de Devant la Souche (links), 2,5 km
- Ruisseau des Rayeux (links), 5,2 km
- Ruisseau des Roseaux (links), 3,5 km
- Ruisseau l'Epine (rechts), 2,7 km
- Ruisseau de Corbe (links), 4,2 km
- Ruisseau de Flauzey (Ruisseau de Mazeley[6]) (links), 6,3 km
- Ruisseau le Poinsot (links), 4,4 km

### Orte am Fluss
(Von der Quelle zur Mündung)
- Sanchey
- Uxegney
- Domèvre-sur-Avière
- Oncourt
- Frizon
- Nomexy
- Châtel-sur-Moselle

## Hydrologie
An der Mündung in die Mosel beträgt die mittlere Abflussmenge (MQ) 1,28 m³/s; das Einzugsgebiet umfasst hier 108,2 km².
In Frizon wurde über einen Zeitraum von 41 Jahren (1970–2010) die durchschnittliche jährliche Abflussmenge der Avière berechnet. Das Einzugsgebiet entspricht an dieser Stelle mit etwa 106 km² etwa 98 % des vollständigen Einzugsgebietes des Flusses.
Die Abflussmenge der Avière in Frizon, mit dem Jahresdurchschnittwert von 1,24 m³/s, schwankt im Laufe des Jahres relativ stark. Die höchsten Wasserstände werden in den Monaten Dezember bis März gemessen. Ihren Höchststand erreicht die Abflussmenge mit 2,05 m³/s im Februar. Von April an geht die Schüttung Monat für Monat merklich zurück und erreicht ihren niedrigsten Stand im August mit 0,49 m³/s, um im Oktober wieder von Monat zu Monat stetig anzusteigen.

## Geschichte
Die Staumauer des Réservoir de Bouzey wurde 1880 in Betrieb genommen. Sie war auf Sandstein gegründet, aber nicht tief genug bis zum tragfähigen Fels. Man hatte damals noch nicht die erforderlichen Kenntnisse über die Statik von Staumauern. Die Mauer war nach heutigen Maßstäben falsch berechnet und deshalb viel zu schlank geraten. Schon 1884 gab es Schäden durch Sickerwasser. Diese versuchte man erfolglos abzudichten.
Im April 1895 wurde das Réservoir bei einem Hochwasser voll aufgestaut. Durch die Belastung klappte die Mauer auf einer Länge von 171 m und auf einer Höhe von 12 m in einem Stück um. Es gab etwa 100 bis 200 Tote, die Sachschäden waren erheblich. Die umliegenden Dörfer am Oberlauf der Avière wurden am stärksten zerstört, auch die Industriegemeinde Nomexy, wo die Flutwelle in das Moseltal eintrat, wurde in Mitleidenschaft gezogen.